# Aceite
L'aceite è una roccia metasomatica alcalina di bassa temperatura, formata principalmente da albite, con subordinati carbonati ed ematite. In alcune rocce possono comparire anche clorite e quarzo. L'apatite uranifera è un comune accessorio.

## Etimologia
Il nome viene dalla miniera di uranio di Ace, in Canada, dove è stata studiata per la prima volta.

## Facies, ambiente di deposizione e mineralizzazioni collegate
In rapporto alla composizione iniziale della roccia, sono state distinte le seguenti facies:  quarzo-albite, calcite-albite, clorite-albite, ankerite-albite, albite-apatite e apatite calcite. Manca la zonatura verticale comune a molte rocce metasomatiche.

La fluoroapatite uranifera è diffusa in quantità accessorie nelle rocce con abbondante CaO e localmente nei calcari può diventare prevalente, con la formazione di una roccia metasomatica ad apatite uranifera.
Il processo di aceitizzazione è alcalino (Il pH va da circa 7 a oltre 8) e di bassa temperatura (dai 150 ai 350 °C circa). Comporta l'immissione nelle rocce di Na2O e la perdita di SiO2 (il quarzo è sostituito dall'albite). È comunemente accettato che il sodio provenga da rocce magmatiche basiche presenti nella regione. Rispetto alle rocce iniziali le aceiti mostrano ripetute immissioni di uranio, molibdeno, torio, lantanio, samario, bario e neodimio. Le soluzioni idrotermali sono fortemente ossidate e arricchite di bicarbonato di sodio. 

Le aceiti sono strettamente associate alle mineralizzazioni ad uranio.